# Ibalonius jagorii
Ibalonius jagorii is een hooiwagen uit de familie Podoctidae. De originele naamcombinatie (protoniem) is Ibalonius jagorii Karsch, 1880. Een alternatieve spelling in enkele latere taxonomische publicaties was Ibalonius jagori Karsch, 1880 (bijv. in Loman 1902; Roewer 1912, enz.), maar deze werd later weer teruggedraaid. Een junior subjectief synoniem is Philibalonius bakeri Roewer 1926 in Suzuki 1977.